# Ilja Kaliniczenko
Ilja Jakowlewicz Kaliniczenko (ros. Илья́ Я́ковлевич Калиниче́нко, ur. 25 lutego 1931 w Łozowej, zm. 28 sierpnia 1997 w Moskwie) – radziecki funkcjonariusz służb specjalnych, generał pułkownik, szef Głównego Zarządu Wojsk Pogranicznych KGB ZSRR - zastępca przewodniczącego KGB ZSRR (1989-1991).

## Życiorys
1948 ukończył szkołę piechoty MWD ZSRR w Leningradzie, a 1950 szkołę wojsk pogranicznych MWD ZSRR, 1953-1957 słuchacz Wojskowego Instytutu MWD. Służył w wojskach pogranicznych Turkmeńskiego Okręgu MWD/KGB - starszy oficer sztabu, szef wydziału sztabu, komendant komendantury pogranicznej, zastępca szefa sztabu 68 Oddziału Pogranicznego. Od 1960 szef sztabu 27 Oddziału Pogranicznego, od 1964 zastępca szefa, a od 1966 szef 22 Oddziału Pogranicznego Zachodniego Okręgu Pogranicznego. 1968-1970 studiował w Wojskowej Akademii Sztabu Generalnego Sił Zbrojnych ZSRR im. K. Woroszyłowa w Moskwie, po ukończeniu której został zastępcą szefa wydziału i zastępcą szefa sztabu Wojsk Pogranicznych KGB ZSRR. Od 1971 szef sztabu Dalekowschodniego Okręgu Pogranicznego KGB, od sierpnia 1976 dowódca wojsk Nadbałtyckiego Okręgu Pogranicznego KGB, od grudnia 1980 dowódca wojsk Zachodniego Okręgu Pogranicznego KGB, 23 maja 1974 mianowany generałem majorem, a 17 kwietnia 1980 generałem lejtnantem. Od lipca 1985 szef sztabu Wojsk Pogranicznych KGB, od 28 grudnia 1989 szef Głównego Zarządu Wojsk Pogranicznych KGB ZSRR - zastępca przewodniczącego KGB i członek Kolegium KGB. 20 kwietnia 1990 mianowany generałem pułkownikiem. 1990-1991 członek Centralnej Komisji Kontroli KPZR. Od 6 listopada do 26 grudnia 1991 przewodniczący Komitetu ds. Ochrony Granic Państwowych ZSRR - głównodowodzący Wojskami Pogranicznymi ZSRR. Od grudnia 1991 do listopada 1992 głównodowodzący Wojskami Pogranicznymi Wspólnoty Niepodległych Państw - przewodniczący Międzyrządowego Komitetu ds. Ochrony Granic Państwowych. Od 16 grudnia 1991 do 7 lipca 1992 państwowy doradca Rosyjskiej FSRR/Federacji Rosyjskiej w sprawach ochrony granicy. Od listopada 1992 do sierpnia 1993 w dyspozycji Prezydenta Federacji Rosyjskiej, następnie doradca dowódcy Wojsk Pogranicznych Federacji Rosyjskiej. Pochowany na Cmentarzu Trojekurowskim w Moskwie.

## Odznaczenia
- Order Czerwonego Sztandaru
- Order Czerwonej Gwiazdy (1980)
- Order „Za służbę Ojczyźnie w Siłach Zbrojnych ZSRR” II klasy
- Order „Za służbę Ojczyźnie w Siłach Zbrojnych ZSRR” III klasy
- Medal 100-lecia urodzin Lenina
- Medal „Za wyróżnienie w ochronie granic państwowych ZSRR”
- Medal jubileuszowy „Dwudziestolecia zwycięstwa w Wielkiej Wojnie Ojczyźnianej 1941–1945”
- Medal Jubileuszowy 300-lecia Rosyjskiej Floty
- Medal 850-lecia Moskwy
- Medal „Weteran Sił Zbrojnych ZSRR”
- Medal „Za Umacnianie Braterstwa Broni”
- Medal jubileuszowy „40 lat Sił Zbrojnych ZSRR”
- Medal jubileuszowy „50 lat Sił Zbrojnych ZSRR”
- Medal jubileuszowy „60 lat Sił Zbrojnych ZSRR”
- Medal jubileuszowy „70 lat Sił Zbrojnych ZSRR”
- Medal „Za nienaganną służbę” I klasy
- Medal „Za nienaganną służbę” II klasy
- Medal „Za nienaganną służbę” III klasy
- Odznaka „Honorowy Funkcjonariusz Bezpieczeństwa"